# Ernst Carl Ludwig Ysenburg von Buri
Ernst Carl Ludwig Ysenburg von Buri (* 21. Juni 1747 in Birstein; † 7. März 1806 in Gießen) war ein deutscher Schriftsteller in der Zeit der Aufklärung sowie Geheimer Rat und Major a. D. des westfälisch-westerwälder Kreis-Infanterie-Bataillons.

## Leben

### Herkunft
Ernst Carl Ludwig Ysenburg Buri war der älteste Sohn des Geheimrats Friedrich Carl von Buri und dessen Ehefrau  Charlotte Salome Rayss (1715–1767). Er entstammte einer weitverzweigten Familie, die einen Stammsitz auf Gut Neuhof zwischen Darmstadt und Offenbach hatte. Im Jahre 1753 wurde die Familie geadelt.

### Werdegang
Mit gerade einmal 13 Jahren führte er die 1759 gegründete Arkadische Gesellschaft Philandria an. Er bekleidete damit das Amt des Argons und durfte auch mit dieser Bezeichnung unterzeichnen. Diese Gesellschaft erreichte eine historische Bedeutung, da am 23. Mai 1764 sich Goethe in einem Brief an Ernst Carl Ludwig Ysenburg zu Buri wandte und um Aufnahme bat. Goethe war zu diesem Zeitpunkt 15 Jahre alt, und dieser Brief gilt als der erste von ihm verfasste.
Im Jahre 1765 wandelte sich die Gesellschaft zu einer Freimaurerloge und wurde später in den Illuminatenorden von Adam Weishaupt übernommen. Dort erhielt Ernst Carl Ludwig den Ordensnamen Crates.
Sein erster schriftstellerisches Werk Das Intelligenzblatt erschien 1778 und war ein Schauspiel in 3 Aufzügen. Es folgten weitere Dramen, eine Oper und das Libretto zu dem Lustspiel Der Kohlenbrenner mit der Musik von Justin Heinrich Knecht.
Beruflich nahm er eine militärische Laufbahn und wurde Hauptmann im Dienste des Grafen von Wied-Runkel. Später dann erreichte er in der westfälisch-westerwäldischen Infanterie den Rang eines Obristwachtmeister.

### Familie
Er heiratete die Sängerin (Alt) der Darmstädter Hofkapelle Ludmilla Maria Friederike Schetky (1741–1771), eine Tochter des Darmstädter Musikers Ernst Gottlieb Schetky und der Maria Elisabeth Eberhard. Das Paar hatte mehrere Kinder:
- Karoline Marie Friederike (* 3. Juni 1769; † 3. Juni 1769)
- Karoline (* 19. Januar 1771; † 26. Oktober 1830)

⚭ NN. Diery, Offizier
⚭ NN. Weber, städtischer Angestellter in Mainz
Nach dem Tod seiner ersten Frau heiratete er 1787 Dorothea von Lützow (* 10. Juli 1755; † 6. April 1809), diese war die Tochter des Obristen des Westerwälder Kreis-Regiments Ulrich Moritz Bernhard von Lützow und der Freiin Sophie von Brockdorff. Das Paar hatte mehrere Kinder:
- Karoline Charlotte Louise Konstantia (* 30. März 1789, † 25. Januar 1833) ⚭ Johann Julius (Justinus) Haackhe (* 1. April 1779, † 28. November 1831), Großkaufmann und Reeder zu Hamburg,
- Ernst Carl Friedrich Heinrich Ysenburg (* 28. Februar 1790; † 8. Mai 1807)  Hessischer Garde-Lieutenant
- Louise Caroline Friederike (* 1. März 1794; † 20. Mai 1866) ⚭ 1827 Philipp von Reichenbach (1783–1852), preußischer Generalleutnant
- Christian Karl Friedrich Ludwig (* 26. Oktober 1796; † 17. Juni 1850), Kammer-Direktor in Riedesel, Lieder-Dichter ⚭ Elise Sophie Friederike Reuning ⚭ 1823 (* 15. August 1799; † 14. April 1853), Eltern von Maximilian von Buri

### Briefwechsel mit Goethe
In Goethes erstem Brief an Buri vom 23. Mai 1764, in dem er „um nichts als Bekanntschafft“ anhielt, beschrieb sich der junge Goethe selbst: „Einer meiner haupt Mängel, ist, daß ich etwas hefftig bin.“ Er fährt fort: „Ferner bin ich sehr an das Befehlen gewohnt, doch wo ich nichts zu sagen haben, da kann ich es bleiben lassen.“ Darüber hinaus lobte er die großen Eigenschaften des Adressaten.
Ysenburg von Buri antwortete am 26. Mai 1764 recht schroff: „Sie legen mir Eigenschaften bey, die sie nicht entdeckt und Verdienste die sie gekandt haben; zum wenigsten bey mir. Meine Freunde mögen es gut meynen Sie thun aber im Grunde betrachtet, sich und mir Schaden.“ Wegen der Aufnahme in die Arkadische Gesellschaft Philandria verwies er Goethe an Karl Schweitzer: „Ich kann also nicht umhin sie zu bitten sich erstlich bey Herrn Alexis der ein Aufseher der Gesellschaft ist, zu stellen, damit ich von ihm die gehörige Nachricht einziehen könne, um mich nicht der grausamen Verantwortung bey der Gesellschaft auszusetzen.“
Das Urteil von Karl Schweitzer über Goethe fiel nicht positiv aus. Ysenburg von Buri wartete jedoch noch mit einem ablehnenden Schreiben. Währenddessen schrieb Goethe ihm nochmals am 2. Juni: „Sie sind allzugütig gegen mich, da Sie mir sobald Hoffnung machen, in ihre Gesellschaft einzutretten, da ich dieses Glück weit von mir entfernt zu seyn glaubte.“
Ysenburg antwortete am 26. Juni: „Nach dem Bild welches mir ihr Freund von Ihnen gemacht hat kann ich nicht anderß als sie würdig halten in unsre Gesellschaft mit aufgenommen zu werden. Nun ist es aber meine Schuldigkeit daß ich der Gesellschaft erstlich Nachricht davon gebe und die Genehmigung zu ihrer Aufnahme erwarte. Diese wird mir, aller Vermutung nach, nicht fehlen und dann werde ich sie ohne Aufschub annehmen. Die Zeit kann ich aber noch nicht bestimmen.“
Freudig antwortete Goethe am 6. Juli: „Ich bin meinem Freude sehr verbunden, daß er ihnen eine so vorteilhafte Meynung von mir beygebracht hat.“ Damit endete der direkte Kontakt zwischen Goethe und Ysenburg von Buri. Goethe versuchte noch über Johann André Einfluss auszuüben, doch wurde dieser von Ysenburg von Buri am 16. Juli gewarnt: Goethe sei „der Ausschweifung und vielen anderen mir unangenehmen Fehlern ergeben.“ Und Johan André schrieb zwei Tage später zurück: „Herr Goethe ist vorige Woche ohngefähr 1/4 Stunde bei mir gewesen. Er brachte mir ein Kompliment von Herrn Alexis [d.i. Karl Schweitzer] , aber das Kompliment war erfunden, wie mich Alexis gestern versichert hat. [...] Er mag fünfzehn Jahr oder sechzehn alt ein, im übrigen hat er mehr ein gutes Plapperwerk als Gründlichkeit.“ Ysenburg von Buri beschloss die Angelegenheit in einem Brief an Karl Schweitzer vom 1. September: „Herr Goethe schweigt ganz still und ich hoffe auch, daß er sich weiter nicht melden wird. Sollte er aber doch so unverschämt seyn sich noch einmal zu melden, so habe ich mir bereits vorgenommen ihn nicht einmal einer Antwort zu würdigen.“

## Werke
- Das Intelligenzblatt. Ein Schauspiel in drey Aufzügen (1778)
- Die Pflegetochter, ein Schauspiel in einem Aufzug (1778)
- Die Matrosen. Ein Schauspiel mit Gesang in zwey Aufzügen (1788)
- Der Kohlenbrenner. Lustspiel mit Gesang in 1 Aufzug (1789)
- Das Gespenst. Eine Operette in 2 Aufzügen (1789)
- Sammlung der zuverläßigsten Nachrichten die neueste Revolution in Frankreich betreffend. Herausgegeben von Ludwig Ysenburg von Buri (1789)
- Blindheit und Betrüger (1789)
- Die Stimme des Volkes: oder Die Zerstörung des Bastille (1791)
- Ludwig Capet, oder Der Königsmord. Ein bürgerliches Trauerspiel in vier Aufzügen (1793)
- Marie Antoinette von Österreich, Königin in Frankreich. Ein Trauerspiel in 4 Aufzügen (1794)
- Amazili Oper (o. J.)